# 呂紹栻
吕绍栻，河南歸德府寧陵縣人，清朝政治人物、進士出身。

## 生平
順治三年（1646年），登進士，授戶部陕西甘固司饷主事，后因叛變，順治五年被捕殺死。